# Serhiy Koultchytsky
Serhiy Petrovytch Koultchytsky (en ukrainien : Сергій Петрович Кульчицький ; 17 décembre 1963 - 29 mai 2014) est chef de la direction de la formation militaire et spéciale de la Garde nationale de l'Ukraine. Le général Koulchytsky a été tué lors du siège de Sloviansk, lorsque son hélicoptère a été abattu par des séparatistes pro-russes armés.

## Carrière militaire
Serhiy Koultchytsky a eu une éducation militaire. Son père a servi dans les forces soviétiques stationnées en Allemagne de l'Est. Il est diplômé du collège militaire Oussouriïsk en Extrême-Orient soviétique en 1981. Il suit ensuite une formation à l'École supérieure de commandement militaire d'Extrême-Orient dans la ville de Blagovechtchensk, obtenant une distinction en 1985. Sa carrière militaire commence au grade de commandant de peloton de marine dans la flotte soviétique du Nord, basée à Mourmansk. Il sert dans la flotte soviétique du Nord jusqu'à la dissolution de l'Union. Après l'indépendance de l'Ukraine, il déménage dans l'ouest de l'Ukraine et devient commandant adjoint d'un bataillon de la Garde nationale à Ternopil en 1992. Gravissant les échelons, il devient commandant du bataillon en 1994. En 2010, il est nommé commandant adjoint du commandement occidental des troupes du ministère ukrainien de l'Intérieur par le président Viktor Ianoukovytch.

## Décès
Le 29 mai 2014, le major-général Koultchytsky se rend avec des soldats à la base du mont Karatchoun près de Sloviansk lorsque leur Mil Mi-8 est abattu par des séparatistes pro-russes armés d'armes anti-aériennes. Le général de division, six autres gardes nationaux et six membres des forces spéciales du ministère de l'Intérieur sont tués. À l'époque, il est l'officier le plus haut gradé à avoir été tué au combat.
Le cortège funèbre de Koultchytsky a eu lieu le 31 mai, dans la ville de Lviv, au cimetière de Lytchakiv.

## Bataillon S. Koultchytsky
Le président ukrainien Petro Porochenko a nommé la 27e brigade de la Garde nationale sous la dénomination de bataillon Serhiy Koultchytsky, d'après le nom du héros de l'Ukraine.

## Vie privée
Le major-général Koultchytsky était marié et avait un fils.